# Ндого језик
Ндого језик је језик из породице нигер-конгоанских језика, грана убангијских језика. Њиме се служи неколико становника Јужног Судана у вилајетима Западна Екваторија и Западни Бахр ел Газал око градова Тумбура и Вав. Користи латинично писмо, 10.000 људи зна да чита на ндогоу, а око 2.000 и да пише. Језик се учи и у основним школама.